# Neumaticidad

Los senos paranasales, un ejemplo de neumatización.

Se denomina neumaticidad a la presencia de cavidades de aire dentro de huesos, las que se producen durante desarrollo del hueso, en un proceso conocido como neumatización, como por ejemplo los senos paranasales. La neumatización es altamente variable entre los individuos y los huesos que no se neumatizan normalmente pueden devenir en un desarrollo patológico.

## Neumatización craneal
La neumatización ocurre en los cráneos de mamíferos, reptiles del orden crocodilia y aves. Sin embargo, ha sido documentada en arcosaurios incluyendo dinosaurios y pterosaurios. En los seres humanos, los espacios neumáticos del cráneo incluyen los senos paranasales y algunas celdas mastoideas.

## Neumaticidad extracraneal
Ciertos grupos de arcosaurios, es decir, en dinosaurios, pterosaurios y aves presentan neumaticidad extracraneal (i. e. fuera del cráneo). La neumatización vertebral se encuentra muy extendida entre dinosaurios del orden saurischia, especialmente entre algunos terópodos — Aerosteon riocoloradensis presenta ilium, fúrcula y gastralia neumatizados. Muchas aves modernas también la presentan, en cuyo caso las cavidades se encuentran conectadas a los sacos aéreos. 
Sin embargo, el grado de neumatización depende fuertemente de la especie: es escasa en aves buceadoras. La gavia, por ejemplo, carece totalmente de huesos neumáticos.
Además, es rara fuera de los arcosaurios. Los ejemplos incluyen el hioides en monos aulladores, y las vértebras torácicas en osteoglossiformes como el Pantodon.  Una neumatización leve de las piezas vertebrales de las tortugas también se han documentados, así como casos de neumatización patológica en atlas humano.